# Madeline (Kinderbuch)

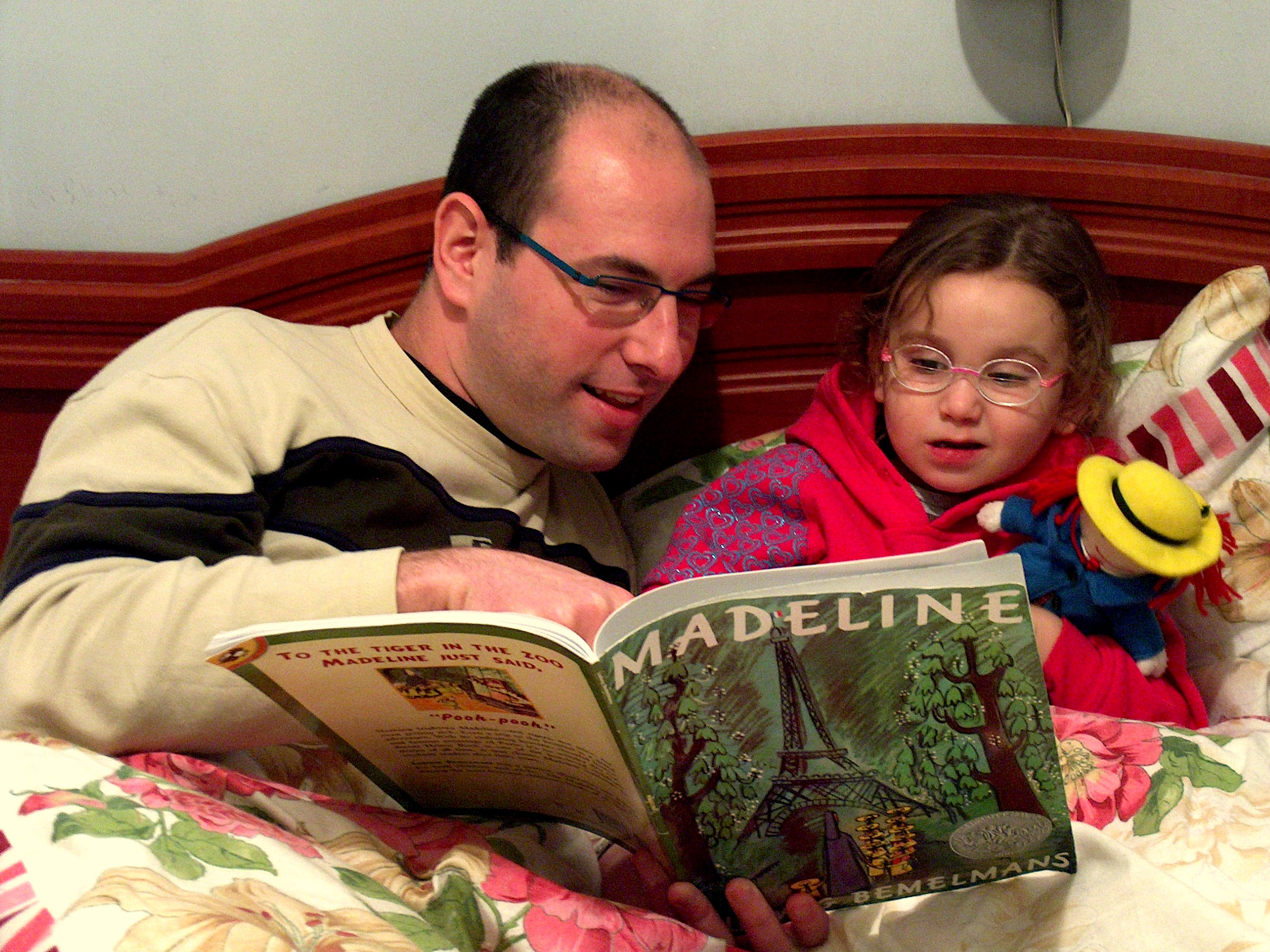
Ein Vater liest seiner Tochter aus dem Kinderbuch Madeline vor.

Madeline ist das erste Buch der gleichnamigen Bilderbuch-Reihe des US-amerikanischen Autors und Illustrators Ludwig Bemelmans, das 1939 beim Verlag Simon & Schuster veröffentlicht wurde. Die deutsche Erstausgabe erschien 1947 beim schweizerischen Scherz Verlag.

## Inhalt
Madeline lebt gemeinsam mit elf anderen Kindern in einer Klosterschule in Paris, beaufsichtigt von der Nonne Miss Clavel. Madeline ist die kleinste der 12 Kinder, aber sie ist die mutigste, die sich weder vor Mäusen noch Tigern fürchtet. Eines Nachts bekommt Madeline Schmerzen. Der von Miss Clavel herbeigerufene Arzt stellt eine Blinddarmentzündung fest. Madeline wird mit dem Krankenwagen ins Spital gefahren und operiert. Als Madeline von Miss Clavel und den anderen Kindern besucht wird, freuen sich diese über Madelines Spielsachen und Leckereien, die Madeline von ihrem Vater bekommen hat. Doch die größte Überraschung ist, als ihnen Madeline voll Stolz die Narbe auf ihrem Bauch zeigt. Nachdem die Besucher in ihr Haus zurückgekehrt sind, zu Abend gegessen haben und ins Bett gegangen sind, hört Miss Clavel plötzlich lautes Weinen und Rufen aus dem Schlafsaal der Kinder: Alle wollen ebenfalls ins Spital und operiert werden!

## Hintergrund
Bemelmans erzählte nach der Veröffentlichung des Buches, dass ihm die Idee dazu gekommen war, als er in einem französischen Krankenhaus lag und sich von einem Autounfall erholte. Er stützte das Buch auch auf Erfahrungen seiner Mutter in einer Klosterschule. Ironischerweise lehnte Viking Press das Buch ab, das schließlich von Simon & Schuster veröffentlicht wurde.

## Rezeption
Judy Blume schreibt über Madeline: „[…] ich kann die Geschichte immer noch auswendig aufsagen. Und als meine Tochter geboren wurde, war Madeline das erste Buch, das ich für sie kaufte. Manche Bücher vergisst man nie. Manche Figuren sind für immer deine Freunde.“

## Auszeichnungen
Madeline wurde 1940 als Caldecott Honor Book ausgezeichnet.

## Referenzen
Madeline ist in dem literarischen Nachschlagewerk 1001 Kinder- und Jugendbücher – Lies uns, bevor Du erwachsen bist! für die Altersstufe 3+ Jahre enthalten.

## Ausgaben
- Madeline. Simon & Schuster, USA 1939 (englisch).
- Madeline. Scherz, Schweiz 1947.
- Madlen. Übersetzt von Nadia Budde. Péridot, Deutschland 2025.

## Adaptionen
1952 entstand unter der Regie von Robert Cannon und John Hubley der animierte Kurzfilm Madeline. 1988 wurde die Geschichte unter der Regie von Stephan Martinière als Unsere kleine Madeleine verfilmt. In den Jahren 1989 bis 2001 entstand die 66-teilige Fernsehserie Madeleine, aufgeteilt in drei Staffeln.